# Indoribates gregoryi
Indoribates gregoryi är en kvalsterart som först beskrevs av Balogh 1970.  Indoribates gregoryi ingår i släktet Indoribates och familjen Haplozetidae. Inga underarter finns listade i Catalogue of Life.